# Primeira Liga de 1935–36
A Primeira Liga de 1935–36 foi a 2ª edição da liga de futebol de maior escalão de Portugal. Realizou-se entre 12 de janeiro e 3 de maio de 1936. O Benfica foi o campeão, sendo o 1º título do clube nesta competição.

## Formato
Esta edição da Primeira Liga foi disputada num sistema de todos contra todos a duas voltas, participando nela 8 equipas.
Qualificaram-se para esta edição representantes dos 4 Campeonatos Regionais mais competitivos: 4 equipas da AF Lisboa, 2 da AF Porto, 1 da AF Coimbra e 1 da AF Setúbal. A edição seguinte da competição seguiu o mesmo método para a qualificação, não havendo por isso despromoções.
Os jogos foram disputados apenas na segunda metade da época, após os Campeonatos Regionais terminarem.

## Participantes

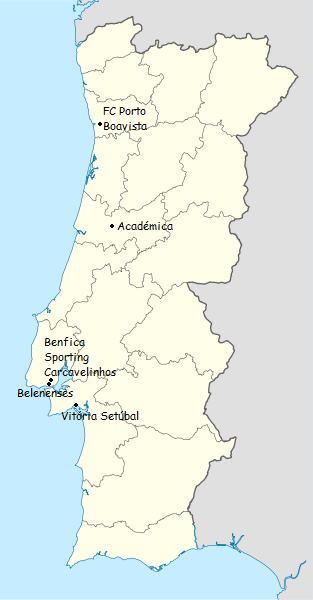
Os 8 clubes participantes

| Equipa               | Cidade  | Associação | 34/35 | Prtc |
| -------------------- | ------- | ---------- | ----- | ---- |
| Académica de Coimbra | Coimbra | AF Coimbra | 8º    | 2    |
| Belenenses           | Lisboa  | AF Lisboa  | 4º    | 2    |
| Benfica              | Lisboa  | AF Lisboa  | 3º    | 2    |
| Boavista             | Porto   | AF Porto   | —     | 1    |
| Carcavelinhos        | Lisboa  | AF Lisboa  | —     | 1    |
| Porto                | Porto   | AF Porto   | 1º    | 2    |
| Sporting             | Lisboa  | AF Lisboa  | 2º    | 2    |
| Vitória de Setúbal   | Setúbal | AF Setúbal | 5º    | 2    |

## Tabela classificativa
| Pos | Equipa               | Pts | J  | V | E | D  | GM | GS | DG  |
| --- | -------------------- | --- | -- | - | - | -- | -- | -- | --- |
| 1   | Benfica (C)          | 21  | 14 | 8 | 5 | 1  | 44 | 23 | +21 |
| 2   | Porto                | 20  | 14 | 9 | 2 | 3  | 50 | 18 | +32 |
| 3   | Sporting (X)         | 18  | 14 | 8 | 2 | 4  | 41 | 31 | +10 |
| 4   | Belenenses           | 17  | 14 | 7 | 3 | 4  | 28 | 22 | +6  |
| 5   | Vitória de Setúbal   | 16  | 14 | 7 | 2 | 5  | 32 | 26 | +6  |
| 6   | Boavista             | 11  | 14 | 4 | 3 | 7  | 24 | 39 | −15 |
| 7   | Carcavelinhos        | 6   | 14 | 1 | 4 | 9  | 8  | 30 | −22 |
| 8   | Académica de Coimbra | 3   | 14 | 1 | 1 | 12 | 13 | 51 | −38 |

## Resultados
| Mandante \ Visitante | BEN | POR | SPO  | BEL | VTS | BOA | CAR | ACC |
| -------------------- | --- | --- | ---- | --- | --- | --- | --- | --- |
| Benfica              | —   | 5–1 | 3–1  | 0–0 | 5–3 | 8–2 | 2–1 | 3–1 |
| Porto                | 2–2 | —   | 10–1 | 9–1 | 3–0 | 4–0 | 4–0 | 5–1 |
| Sporting             | 2–4 | 3–2 | —    | 4–1 | 3–1 | 9–1 | 1–1 | 3–0 |
| Belenenses           | 3–1 | 2–1 | 1–2  | —   | 1–2 | 3–0 | 2–0 | 8–0 |
| Vitória de Setúbal   | 3–3 | 1–1 | 3–2  | 0–2 | —   | 3–1 | 4–0 | 5–0 |
| Boavista             | 2–2 | 0–3 | 2–2  | 1–1 | 4–1 | —   | 4–0 | 4–1 |
| Carcavelinhos        | 0–0 | 0–1 | 1–2  | 1–1 | 1–4 | 2–1 | —   | 1–1 |
| Académica de Coimbra | 2–6 | 2–4 | 1–6  | 1–2 | 0–2 | 0–2 | 3–0 | —   |

## Classificação por Jornada
| Equipa/ Jornada | 1 | 2 | 3 | 4 | 5 | 6 | 7 | 8 | 9 | 10 | 11 | 12 | 13 | 14 |
| --------------- | - | - | - | - | - | - | - | - | - | -- | -- | -- | -- | -- |
| SL Benfica      | 2 | 4 | 4 | 2 | 2 | 2 | 1 | 1 | 1 | 1  | 1  | 1  | 1  | 1  |
| FC Porto        | 6 | 3 | 3 | 4 | 5 | 5 | 4 | 4 | 3 | 4  | 3  | 3  | 2  | 2  |
| Sporting CP     | 3 | 1 | 1 | 1 | 1 | 1 | 2 | 3 | 4 | 2  | 2  | 2  | 3  | 3  |
| Belenenses      | 5 | 2 | 2 | 2 | 3 | 3 | 3 | 2 | 2 | 3  | 4  | 4  | 4  | 4  |
| Vitória FC      | 7 | 5 | 5 | 6 | 4 | 4 | 5 | 5 | 5 | 5  | 5  | 5  | 5  | 5  |
| Boavista        | 4 | 7 | 8 | 5 | 6 | 6 | 6 | 7 | 6 | 6  | 6  | 6  | 6  | 6  |
| Carcavelinhos   | 8 | 8 | 6 | 7 | 7 | 7 | 7 | 6 | 7 | 7  | 7  | 7  | 7  | 7  |
| Académica       | 1 | 6 | 7 | 8 | 8 | 8 | 8 | 8 | 8 | 8  | 8  | 8  | 8  | 8  |

## Melhores Marcadores
| Pos | Jogador         | Clube              | G  |
| --- | --------------- | ------------------ | -- |
| 1   | Pinga           | Porto              | 21 |
| 2   | Alfredo Valadas | Benfica            | 12 |
| 3   | Manuel Soeiro   | Sporting           | 10 |
| 3   | Francisco Lopes | Sporting           | 10 |
| 5   | Carlos Torres   | Benfica            | 9  |
| 5   | Carlos Nunes    | Porto              | 9  |
| 7   | Santos          | Porto              | 8  |
| 7   | Vítor Silva     | Benfica            | 8  |
| 7   | Pedro Pireza    | Sporting           | 8  |
| 7   | João Cruz       | Vitória de Setúbal | 8  |
| 7   | Aníbal Rendas   | Vitória de Setúbal | 8  |

## Campeão
| Campeonato da Primeira Liga de 1935–36 |
| -------------------------------------- |
| Benfica 1º Título                      |